# Hellenism
Hellenismen är den tidsepok i antikens historia som börjar med Alexander den stores död 323 f.Kr. och slutar cirka 30 f.Kr. Under denna period kom sociala och kulturella mönster som utvecklats ur grekiska traditioner att dominera stora delar av Medelhavsområdet och nuvarande Iran, Irak och Afghanistan. Religionen och kulturen präglades av en syntes av grekiskt och orientaliskt. Efter Alexanders död delades hans rike i flera, som ibland kallas de hellenistiska rikena. Kulturellt hade hellenismen stor betydelse även i det romerska riket.

## Grekisk hellenism

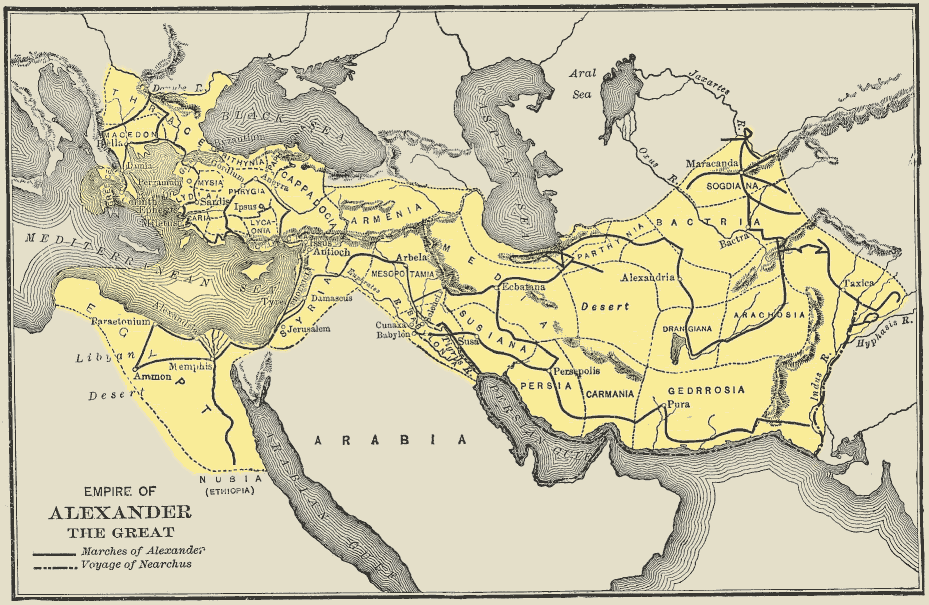
Hellenistiska civilisationen vid Alexander den stores död.

Den hellenistiska perioden i Greklands historia var mellan 323 f.Kr., Alexander den stores död, och Roms erövring av Grekland 146 f.Kr. Alexanders erövringar spred det grekiska kulturella inflytandet över stora delar av Främre Orienten och utgjorde grunden för hellenismen. Den hellenistiska perioden innebar också en övergång från en tid ledd av stadsstater till en dominerad av monarkier.
Hellenismen föregicks av den klassiska perioden i Grekland 776 f.Kr. - 323 f.Kr. och följdes av perioden Grekland under Rom 146 f.Kr. till år 330. Hellenismen är en blandning av grekisk och orientalisk (främst persisk) kultur. Den finländske konsthistorikern Lars-Ivar Ringbom ansåg därför att hellenismen mer korrekt bör kallas "greko-iransk".

### Hellenistiska konsten
Med hellenistisk konst avses den grekiska konst som producerades omkring 300–30 f.Kr. Bl.a. blir skulpturkonsten mer realistisk i jämförelse med den klassiska perioden som var mer idealiserad. Under den hellenistiska perioden ändrade den grekiska kulturen karaktär och upptog starka influenser österifrån, särskilt från Persien. Greker bosätter sig i de erövrade områdena och städer som Antiokia, Pergamon och Alexandria blir nya centra för grekisk kultur.

## Hellenister i äldre betydelse
Hellenister (grekiska hellenistai, jämför hellener som betydde/er greker) kallades av forntidens greker de främlingar, som tillägnat sig grekiskt språk och grekisk kultur, särskilt grekisktalande judar. Redan efter Jerusalems första förstöring genom Nebukadnessar II (586 f.Kr.) utvandrade ett stort antal judar till Egypten. Den judiska kolonin där förstärktes av en ny utvandring under Alexander den stores tid. Det av honom grundlagda Alexandrias befolkning utgjordes från början till en ej obetydlig del av judar. Dessa antog snart grekiskt språk och rönte stort inflytande i den grekiska bildningen, ty greker hade redan under den sista egyptiska dynastin (från mitten av 600-talet f.Kr.) i betydligt antal börjat bosätta sig i denna del av Egypten. Under de första ptoleméerna (tiden efter 323 f.Kr.) hade judarna i Egypten redan hunnit glömma så mycket hebreiskan, att de behövde en grekisk bibelöversättning, den s.k. Septuaginta. Påverkade av grekisk bildning och filosofi, höll hellenisterna ej så strängt som judarna i Palestina på sin religions yttre former och ceremonier, utan tolkade dess läror på ett friare och mera andligt sätt.
Genom hellenisterna förmedlades spridandet av monoteistiska religionsåsikter inom hednavärlden likasom även upptagandet av dess bildningselement bland de kristna. Med tiden kom ordet hellenist att användas i betydelsen "lärd kännare av det forngrekiska språket och litteraturen".

### De hellenistiska rikena
- Seleukiderna i Syrien med huvudstad i Antiokia och Seleukia
- Ptoleméerna i Egypten med huvudstad i Alexandria
- Makedonien med huvudstaden Pella och det egentliga Grekland (Epirus, Jonien, Dorien m.m.)